# Amenemhet
Amenemhet fue un príncipe egipcio de la XVIII dinastía. Era hijo de Tutmosis IV y Mutemuia. Está representado en la tumba tebana TT64, que es la tumba de los tutores reales Heqareshou y su hijo Heqa-erneheh. Murió joven y fue enterrado en la tumba de su padre en el Valle de los Reyes, la tumba KV43, junto a su padre y una hermana llamada Tentamón; sus vasos canopes fueron hallados entre los restos de ajuar funerario encontrados allí.
| M17 | Y5 · N35 | G17 | F4 · t |

| M17 | Y5 · N35 | G17 | F4 · t |